# Евангелска църква на Старопруския съюз
Евангелската църква на Старопруския съюз (на немски: Evangelische Kirche der altpreußischen Union; съкр. EKapU, APU) е била протестантска официална поместна църква в Прусия и нейните по-късни правоприемници. Църквата съществува под различни наименования от 1817 до 1953 г., а след това като чадърна организация на църковните провинции, които междувременно са били станали независими поместни църкви между 1945 и 1948 г., а от 1953 до 2003 г. се водела под името Евангелска църква на Съюза.
Обозначението старопруска се отнася до териториите на „стара“ Прусия преди 1866 г., тъй като нито униатските поместни църкви на новите пруски провинции Хесен-Касел, Насау и Франкфурт на Майн, нито лутеранските поместни църкви на пруските провинции Шлезвиг-Холщайн и Хановер след тяхната анексия през 1866 г., са били включени в Пруската поместна църква.
Обозначението съюз се отнася до обединението на реформаторската и лутеранската църковна общност в Прусия по заповед на крал Фридрих Вилхелм III като върховен глава на църквата на 27.09.1817 г.

## Име
Църквата сменя името си няколко пъти.
| години      | Фамилия                                                   |
| ----------- | --------------------------------------------------------- |
| 1817-1821   | Униатска църква в Прусия                                  |
| 1821-1845   | Евангелска църква в Прусия                                |
| 1845-1875   | Евангелска поместна църква в Прусия                       |
| 1875-1922   | Евангелска поместна църква на старите провинции на Прусия |
| 1922-1953 г | Евангелска църква на старопруския съюз                    |
| 1953-2003 г | Евангелска църква на Съюза                                |

През 2003 г. църквата се слива в новооснования Съюз на евангелските църкви (UEK). Така тя престана да съществува след почти 200 години.
1. ↑  Името на църквата е Evangelische Kirche der altpreußischen Union (Евангелска църква на старопруския съюз); „Евангелска църква“ е название, използвано от 1821 г. нататък, за да се прикрият различията между отделните обединени вероизповедания. вж.: Barbara Krüger und Peter Noss: Die Strukturen in der Evangelischen Kirche 1933–1945. In: Olaf Kühl-Freudenstein, Peter Noss und Claus Wagener (ed.): Kirchenkampf in Berlin 1932–1945: 42 Stadtgeschichten (= Studien zu Kirche und Judentum, Bd. 18). Institut Kirche und Judentum, Berlin 1999, ISBN 3-923095-61-9, стр. 149–171, тук стр. 149.

|  | Тази страница частично или изцяло представлява превод на страницата Evangelische Kirche der altpreußischen Union в Уикипедия на немски. Оригиналният текст, както и този превод, са защитени от Лиценза „Криейтив Комънс – Признание – Споделяне на споделеното“, а за съдържание, създадено преди юни 2009 година – от Лиценза за свободна документация на ГНУ. Прегледайте историята на редакциите на оригиналната страница, както и на преводната страница, за да видите списъка на съавторите. ВАЖНО: Този шаблон се отнася единствено до авторските права върху съдържанието на статията. Добавянето му не отменя изискването да се посочват конкретни източници на твърденията, които да бъдат благонадеждни. |